# Antonio Baldinucci
Antonio Baldinucci (Firenze, 1665 – Pofi, 7 novembre 1717) è stato un gesuita italiano, venerato come beato dalla Chiesa cattolica.

## Biografia
Fu figlio di Filippo Baldinucci, Accademico della Crusca. All'età di sedici anni entrò come novizio nella Compagnia di Gesù. A Roma studiò filosofia e teologia e volle seguire l'esempio di san Luigi Gonzaga e san Giovanni Berchmans.
Fu ordinato sacerdote e fu destinato, secondo il suo desiderio, alle missioni ma, non avendo potuto ottenere le missioni delle Indie e dell'America, svolse la sua opera di apostolato nelle missioni italiane. Nel settembre del 1697 fu inviato a Frascati, nella residenza dei missionari e, in questa città e nelle zone ad essa vicine, fece opera di evangelizzazione per circa venti anni.
A Frascati sorse per sua opera il Conservatorio delle Maestre Pie.
Durante un'epidemia di tipo influenzale si prodigò con cure agli infermi. Morì a Pofi, diocesi di Veroli, il 7 novembre 1717, dove fu sepolto nella chiesa di San Pietro del Convento Francescano, ma in seguito fu rimosso.

## Culto
Antonio Baldinucci fu beatificato il 16 aprile 1893 da papa Leone XIII ed è considerato il protettore contro le epidemie; nell'anno 1898, quando ci fu un'epidemia di influenza a Roma, si fece ricorso alla sua intercessione con un triduo di preghiere che ebbe luogo nella principale chiesa della Compagnia di Gesù.
Nella Chiesa del Gesù (Frascati) si trova l'immagine di Maria Refugium peccatorum che il beato Antonio Baldinucci portava nelle sue missioni.